# Чемпіонат світу з футболу 2022 (кваліфікаційний раунд, АФК, Третій раунд)
Третій раунд азійської частини кваліфікації до Чемпіонату світу відбувається з 2 вересня 2021 до березня 2022.

## Формат
12 учасників, які пройшли з другого раунду (8 переможців груп та 4 найкращих команд серед других місць), будуть розділені на 2 групи по 6 команд, в кожній з яких команди грають одна з одною вдома та на виїзді. Перші дві команди з кожної групи проходять до Чемпіонату світу 2022, а 2 третіх місця потрапляють до четвертого раунду.
Жеребкування третього раунду відбулося після завершення другого раунду.

## Учасники
| Група (другий раунд) | 1-і місця груп    | 2-і місця груп (5 кращих) |
| -------------------- | ----------------- | ------------------------- |
| A                    | Сирія             | КНР                       |
| B                    | Австралія         | —                         |
| C                    | Іран              | Ірак                      |
| D                    | Саудівська Аравія | —                         |
| E                    | Катар             | Оман                      |
| F                    | Японія            | —                         |
| G                    | ОАЕ               | В'єтнам                   |
| H                    | Південна Корея    | Ліван                     |

## Жеребкування
Жеребкування третього раунду відбулося 1 липня 2021 о 15:00 (UTC+8) в Куала-Лумпурі, Малайзія.
Команди було поділено на кошики за спеціальним виданням рейтингу ФІФА для азійських команд за 18 червня 2021 (вказано в дужках).
До кожної групи потрапили по одній команді з кожного кошика.
Примітка: Жирним шрифтом виділено команди, які кваліфікувалися до чемпіонату світу; курсивом ‒ команди, які потрапили до четвертого раунду.
| Кошик 1                     | Кошик 2                                  | Кошик 3                               |
| --------------------------- | ---------------------------------------- | ------------------------------------- |
| 1. Японія (24) 2. Іран (26) | 1. Австралія (35) 2. Південна Корея (36) | 1. Саудівська Аравія (61) 2. ОАЕ (68) |
| Кошик 4                     | Кошик 5                                  | Кошик 6                               |
| 1. Ірак (70) 2. КНР (71)    | 1. Оман (79) 2. Сирія (80)               | 1. В'єтнам (92) 2. Ліван (98)         |

## Розклад
Через пандемію COVID-19 у Азії, 12 серпня 2020 ФІФА оголосили, що подальші матчі кваліфікації, попередньо заплановані на 2020 рік, були перенесені на 2021, а 11 листопада, Комітет змагань АФК також оголосили, що останній раунд азійської кваліфікації почався 2 вересн1 2021 та завершиться 29 березня 2022.
| Тур    | Дата                                                      |
| ------ | --------------------------------------------------------- |
| Тур 1  | 2 вересня 2021 (попередньо заплановано на 3 вересня 2020) |
| Тур 2  | 7 вересня 2021 (попередньо 8 вересня 2020)                |
| Тур 3  | 7 жовтня 2021 (попередньо 13 жовтня 2020)                 |
| Тур 4  | 12 жовтня 2021 (попередньо 12 листопада 2020)             |
| Тур 5  | 11 листопада 2021 (попередньо 17 листопада 2020)          |
| Тур 6  | 16 листопада 2021 (попередньо 25 березня)                 |
| Тур 7  | 27 січень 2022 (попередньо 30 березня 2021)               |
| Тур 8  | 1 лютого 2022 (попередньо 8 червня 2021)                  |
| Тур 9  | 24 березня 2022 (попередньо 7 вересня 2021)               |
| Тур 10 | 29 березня 2022 (попередньо 12 жовтня 2021)               |

## Групи

### Група A
| Поз | Команда        | І  | В | Н | П | ГЗ | ГП | РГ  | О  | Кваліфікація                          |     | Іран | Південна Корея | Об'єднані Арабські Емірати | Ірак | Сирія | Ліван |
| --- | -------------- | -- | - | - | - | -- | -- | --- | -- | ------------------------------------- | --- | ---- | -------------- | -------------------------- | ---- | ----- | ----- |
| 1   | Іран           | 10 | 8 | 1 | 1 | 15 | 4  | +11 | 25 | Кваліфікація до Чемпіонату світу 2022 |     | —    | 1:1            | 1:0                        | 1:0  | 1:0   | 2:0   |
| 2   | Південна Корея | 10 | 7 | 2 | 1 | 13 | 3  | +10 | 23 | Кваліфікація до Чемпіонату світу 2022 |     | 2:0  | —              | 1:0                        | 0:0  | 2:1   | 1:0   |
| 3   | ОАЕ            | 10 | 3 | 3 | 4 | 7  | 7  | 0   | 12 | Проходять до четвертого раунду        |     | 0:1  | 1:0            | —                          | 2:2  | 2:0   | 0:0   |
| 4   | Ірак           | 10 | 1 | 6 | 3 | 6  | 12 | −6  | 9  |                                       |     | 0:3  | 0:3            | 1:0                        | —    | 1:1   | 0:0   |
| 5   | Сирія          | 10 | 1 | 3 | 6 | 9  | 16 | −7  | 6  |                                       | 0:3 | 0:2  | 1:1            | 1:1                        | —    | 2:3   |       |
| 6   | Ліван          | 10 | 1 | 3 | 6 | 5  | 13 | −8  | 6  |                                       | 1:2 | 0:1  | 0:1            | 1:1                        | 0:3  | —     |       |

| 2 вересня 2021 20:00 (UTC+9) |

| Південна Корея | 0:0             | Ірак |
| -------------- | --------------- | ---- |
|                | Протокол (ФІФА) |      |

| Стадіон Чемпіонату світу, Сеул Глядачів: 0 Арбітр: Наваф Шукралла (Бахрейн) |

| 2 вересня 2021 20:30 (UTC+4:30) |

| Іран             | 1:0             | Сирія |
| ---------------- | --------------- | ----- |
| - Джаганбахш 56' | Протокол (ФІФА) |       |

| Азаді, Тегеран Глядачів: 0 Арбітр: Сато Рюдзі (Японія) |

| 2 вересня 2021 20:45 (UTC+4) |

| ОАЕ | 0:0             | Ліван |
| --- | --------------- | ----- |
|     | Протокол (ФІФА) |       |

| Забіль, Дубай Глядачів: 1,513 Арбітр: Ма Нін (Китай) |

| 7 вересня 2021 20:00 (UTC+9) |

| Південна Корея      | 1:0             | Ліван |
| ------------------- | --------------- | ----- |
| - Квон Чхан Хун 59' | Протокол (ФІФА) |       |

| Стадіон Чемпіонату світу, Сувон Глядачів: 0 Арбітр: Сато Рюдзі (Японія) |

| 7 вересня 2021 19:00 (UTC+3) |

| Сирія           | 1:1             | ОАЕ          |
| --------------- | --------------- | ------------ |
| - Аль-Бахер 64' | Протокол (ФІФА) | - Мабхут 12' |

| Абдалла II, Амман (Йорданія) Глядачів: 2,370 Арбітр: Ахмед Аль-Каф (Оман) |

| 7 вересня 2021 21:00 (UTC+3) |

| Ірак | 0:3             | Іран                                        |
| ---- | --------------- | ------------------------------------------- |
|      | Протокол (ФІФА) | - Джаганбахш 3' - Таремі 69' - Голізаде 90' |

| Халіфа, Доха (Катар) Глядачів: 0 Арбітр: Ма Нін (Китай) |

| 7 жовтня 2021 20:00 (UTC+9) |

| Південна Корея                      | 2:1             | Сирія        |
| ----------------------------------- | --------------- | ------------ |
| - Хван Ін Бом 47' - Сон Хин Мін 88' | Протокол (ФІФА) | - Харбін 83' |

| Ансан Ва~, Ансан Глядачів: 0 Арбітр: Абдулрахман Аль-Джассім (Катар) |

| 7 жовтня 2021 17:30 (UTC+3) |

| Ірак | 0:0             | Ліван |
| ---- | --------------- | ----- |
|      | Протокол (ФІФА) |       |

| Халіфа, Доха (Катар) Глядачів: 0 Арбітр: Туркі Аль-Худайр (Саудівська Аравія) |

| 7 жовтня 2021 20:45 (UTC+4) |

| ОАЕ | 0:1             | Іран         |
| --- | --------------- | ------------ |
|     | Протокол (ФІФА) | - Таремі 70' |

| Забіль, Дубай Глядачів: 3,034 Арбітр: Кріс Біт (Австралія) |

| 12 жовтня 2021 17:00 (UTC+3:30) |

| Іран             | 1:1             | Південна Корея    |
| ---------------- | --------------- | ----------------- |
| - Джаганбахш 76' | Протокол (ФІФА) | - Сон Хин Мін 48' |

| Азаді, Тегеран Глядачів: 0 Арбітр: Ахмед Аль-Каф (Оман) |

| 12 жовтня 2021 19:00 (UTC+3) |

| Сирія                      | 2:3             | Ліван                           |
| -------------------------- | --------------- | ------------------------------- |
| - Харбін 20' - Ас-Сома 64' | Протокол (ФІФА) | - Кадуг 45+1', 45+3' - Саад 53' |

| Абдалла II, Амман (Йорданія) Глядачів: 2,377 Арбітр: Кріс Біт (Австралія) |

| 12 жовтня 2021 20:45 (UTC+4) |

| ОАЕ                       | 2:2             | Ірак                              |
| ------------------------- | --------------- | --------------------------------- |
| - Кайо 34' - Мабхут 90+4' | Протокол (ФІФА) | - Аль-Аттас 74' (аг) - Хусейн 89' |

| Забіль, Дубай Глядачів: 2,820 Арбітр: Сато Рюдзі (Японія) |

| 11 листопада 2021 20:00 (UTC+9) |

| Південна Корея     | 1:0             | ОАЕ |
| ------------------ | --------------- | --- |
| - Хван Хі Чхан 36' | Протокол (ФІФА) |     |

| Коян, Коян Глядачів: 30,152 Арбітр: Ма Нін (Китай) |

| 11 листопада 2021 14:00 (UTC+2) |

| Ліван      | 1:2             | Іран                            |
| ---------- | --------------- | ------------------------------- |
| - Саад 37' | Протокол (ФІФА) | - Азмун 90+1' - Нуроллахі 90+5' |

| Муніципальний стадіон, Сайда Глядачів: 0 Арбітр: Абдулрахман Аль-Джассім (Катар) |

| 11 листопада 2021 20:00 (UTC+3) |

| Ірак             | 1:1             | Сирія         |
| ---------------- | --------------- | ------------- |
| - Аль-Аммарі 86' | Протокол (ФІФА) | - Ас-Сома 79' |

| Аль-Гарафа, Доха (Катар) Глядачів: 50 Арбітр: Наваф Шукралла (Бахрейн) |

| 16 листопада 2021 14:00 (UTC+2) |

| Ліван | 0:1             | ОАЕ                 |
| ----- | --------------- | ------------------- |
|       | Протокол (ФІФА) | - Мабхут 85' (пен.) |

| Муніципальний стадіон, Сайда Глядачів: 0 Арбітр: Шон Еванс (Австралія) |

| 16 листопада 2021 18:00 (UTC+3) |

| Ірак | 0:3             | Південна Корея                                             |
| ---- | --------------- | ---------------------------------------------------------- |
|      | Протокол (ФІФА) | - Лі Дже Сон 33' - Сон Хин Мін 74' (пен.) - Джон У Йон 80' |

| Аль-Гарафа, Доха (Катар) Глядачів: 0 Арбітр: Ілгіз Танташев (Узбекистан) |

| 16 листопада 2021 18:00 (UTC+2) |

| Сирія | 0:3             | Іран                                             |
| ----- | --------------- | ------------------------------------------------ |
|       | Протокол (ФІФА) | - Азмун 33' - Хаджсафі 42' (пен.) - Голізаде 89' |

| Абдалла II, Амман (Йорданія) Глядачів: 907 Арбітр: Ма Нін (Китай) |

| 27 січня 2022 14:00 (UTC+2) |

| Ліван | 0:1             | Південна Корея    |
| ----- | --------------- | ----------------- |
|       | Протокол (ФІФА) | - Чо Гю Сон 45+1' |

| Муніципальний стадіон, Сайда Глядачів: 5,400 Арбітр: Ахмед Аль-Каф (Оман) |

| 27 січня 2022 18:00 (UTC+3:30) |

| Іран         | 1:0             | Ірак |
| ------------ | --------------- | ---- |
| - Таремі 48' | Протокол (ФІФА) |      |

| Азаді, Тегеран Глядачів: 9,354 Арбітр: Кріс Біт (Австралія) |

| 27 січня 2022 19:00 (UTC+4) |

| ОАЕ                          | 2:0             | Сирія |
| ---------------------------- | --------------- | ----- |
| - Кайо 43' - Аль-Гассані 70' | Протокол (ФІФА) |       |

| Аль-Мактум, Дубай Глядачів: 2,450 Арбітр: Ілгіз Танташев (Узбекистан) |

| 1 лютого 2022 14:00 (UTC+2) |

| Ліван         | 1:1             | Ірак         |
| ------------- | --------------- | ------------ |
| - Сабра 45+2' | Протокол (ФІФА) | - Хусейн 40' |

| Муніципальний стадіон, Сайда Глядачів: 6,341 Арбітр: Адам Махадмех (Йорданія) |

| 1 лютого 2022 18:00 (UTC+4) |

| Сирія | 0:2             | Південна Корея                        |
| ----- | --------------- | ------------------------------------- |
|       | Протокол (ФІФА) | - Кім Джін Су 53' - Квон Чхан Хун 71' |

| Аль-Рашид, Дубай (ОАЕ) Глядачів: 310 Арбітр: Кімура Хіроюкі (Японія) |

| 1 лютого 2022 18:00 (UTC+3:30) |

| Іран         | 1:0             | ОАЕ |
| ------------ | --------------- | --- |
| - Таремі 44' | Протокол (ФІФА) |     |

| Азаді, Тегеран Глядачів: Ахмед Аль-Каф (Оман) Арбітр: 0 |

| 24 березня 2022 20:00 (UTC+9) |

| Південна Корея                         | 2:0             | Іран |
| -------------------------------------- | --------------- | ---- |
| - Сон Хин Мін 45+2' - Кім Йон Гвон 62' | Протокол (ФІФА) |      |

| Стадіон Чемпіонату світу, Сеул Глядачів: 64,375 Арбітр: Кріс Біт (Австралія) |

| 24 березня 2022 14:00 (UTC+2) |

| Ліван | 0:3             | Сирія                                             |
| ----- | --------------- | ------------------------------------------------- |
|       | Протокол (ФІФА) | - Аль-Далі 14' - Мардикян 38' (пен.) - Мармур 44' |

| Муніципальний стадіон, Сайда Арбітр: Абдулрахман Аль-Джассім (Катар) |

| 24 березня 2022 20:00 (UTC+3) |

| Ірак      | 1:0             | ОАЕ |
| --------- | --------------- | --- |
| - Алі 53' | Протокол (ФІФА) |     |

| Стадіон імені Короля Фахда, Ер-Ріяд (Саудівська Аравія) Арбітр: Ма Нін (Китай) |

| 29 березня 2022 16:00 (UTC+3:30) |

| Іран                         | 2:0             | Ліван |
| ---------------------------- | --------------- | ----- |
| - Азмун 35' - Джаганбахш 72' | Протокол (ФІФА) |       |

| Імам Реза, Мешхед |

| 29 березня 2022 17:45 (UTC+4) |

| ОАЕ          | 1:0             | Південна Корея |
| ------------ | --------------- | -------------- |
| - Абдула 53' | Протокол (ФІФА) |                |

| Аль-Мактум, Дубай |

| 29 березня 2022 17:45 (UTC+4) |

| Сирія         | 1:1             | Ірак         |
| ------------- | --------------- | ------------ |
| - Аль-Далі 3' | Протокол (ФІФА) | - Хусейн 31' |

| Аль-Рашид, Дубай (ОАЕ) |

### Група B
| Поз | Команда           | І  | В | Н | П | ГЗ | ГП | РГ  | О  | Кваліфікація                          |     | Саудівська Аравія | Японія | Австралія | Оман | Китай | В'єтнам |
| --- | ----------------- | -- | - | - | - | -- | -- | --- | -- | ------------------------------------- | --- | ----------------- | ------ | --------- | ---- | ----- | ------- |
| 1   | Саудівська Аравія | 10 | 7 | 2 | 1 | 12 | 6  | +6  | 23 | Кваліфікація до Чемпіонату світу 2022 |     | —                 | 1:0    | 1:0       | 1:0  | 3:2   | 3:1     |
| 2   | Японія            | 10 | 7 | 1 | 2 | 12 | 4  | +8  | 22 | Кваліфікація до Чемпіонату світу 2022 |     | 2:0               | —      | 2:1       | 0:1  | 2:0   | 1:1     |
| 3   | Австралія         | 10 | 4 | 3 | 3 | 15 | 9  | +6  | 15 | Проходять до четвертого раунду        |     | 0:0               | 0:2    | —         | 3:1  | 3:0   | 4:0     |
| 4   | Оман              | 10 | 4 | 2 | 4 | 11 | 10 | +1  | 14 |                                       |     | 0:1               | 0:1    | 2:2       | —    | 2:0   | 3:1     |
| 5   | КНР               | 10 | 1 | 3 | 6 | 9  | 19 | −10 | 6  |                                       | 1:1 | 0:1               | 1:1    | 1:1       | —    | 3:2   |         |
| 6   | В'єтнам           | 10 | 1 | 1 | 8 | 8  | 19 | −11 | 4  |                                       | 0:1 | 0:1               | 0:1    | 0:1       | 3:1  | —     |         |

| 2 вересня 2021 19:15 (UTC+9) |

| Японія | 0:1             | Оман            |
| ------ | --------------- | --------------- |
|        | Протокол (ФІФА) | - Аль-Сабхі 88' |

| Панасонік Стедіум Суйта, Суйта Глядачів: 4,853 Арбітр: Мохаммед Абдулла Хассан (ОАЕ) |

| 2 вересня 2021 21:00 (UTC+3) |

| Саудівська Аравія                                                | 3:1             | В'єтнам              |
| ---------------------------------------------------------------- | --------------- | -------------------- |
| - Аль-Давсарі 55' (пен.) - Аш-Шаграні 67' - Аль-Шегрі 80' (пен.) | Протокол (ФІФА) | - Нгуєн Куанг Хай 3' |

| Стадіон Університету короля Сауда, Ер-Ріяд Глядачів: 8,331 Арбітр: Ілгіз Танташев (Узбекистан) |

| 2 вересня 2021 21:00 (UTC+3) |

| Австралія                        | 3:0             | КНР |
| -------------------------------- | --------------- | --- |
| - Мабіл 24' - Бойл 26' - Дюк 70' | Протокол (ФІФА) |     |

| Халіфа, Доха (Катар) Глядачів: 0 Арбітр: Ко Юн Джин (Південна Корея) |

| 7 вересня 2021 19:00 (UTC+7) |

| В'єтнам | 0:1             | Австралія   |
| ------- | --------------- | ----------- |
|         | Протокол (ФІФА) | - Грант 43' |

| Національний стадіон Мій Дінь, Ханой Глядачів: 0 Арбітр: Абдулрахман Аль-Джассім (Катар) |

| 7 вересня 2021 18:00 (UTC+3) |

| КНР | 0:1             | Японія      |
| --- | --------------- | ----------- |
|     | Протокол (ФІФА) | - Осако 40' |

| Халіфа, Доха (Катар) Глядачів: 0 Арбітр: Наваф Шукралла (Бахрейн) |

| 7 вересня 2021 20:00 (UTC+4) |

| Оман | 0:1             | Саудівська Аравія |
| ---- | --------------- | ----------------- |
|      | Протокол (ФІФА) | - Аль-Шегрі 42'   |

| Султан Кабус, Маскат Глядачів: 8,150 Арбітр: Ханна Хаттаб (Сирія) |

| 7 жовтня 2021 21:00 (UTC+4) |

| КНР                                 | 3:2             | В'єтнам                                 |
| ----------------------------------- | --------------- | --------------------------------------- |
| - Чжан Юнін 53' - Ву Лей 75', 90+5' | Протокол (ФІФА) | - Хо Тан Тай 80' - Нгуєн Тьєнь Лінь 90' |

| Шарджа, Шарджа (ОАЕ) Глядачів: 0 Арбітр: Мохаммед Абдулла Хассан (ОАЕ) |

| 7 жовтня 2021 20:00 (UTC+3) |

| Саудівська Аравія  | 1:0             | Японія |
| ------------------ | --------------- | ------ |
| - Аль-Бурайкан 71' | Протокол (ФІФА) |        |

| Король Абдалла Спортс Сіті, Джидда Глядачів: 51,218 Арбітр: Адам Махадмех (Йорданія) |

| 7 жовтня 2021 21:30 (UTC+3) |

| Австралія                       | 3:1             | Оман               |
| ------------------------------- | --------------- | ------------------ |
| - Мабіл 9' - Бойл 49' - Дюк 89' | Протокол (ФІФА) | - Р. аль-Алаві 28' |

| Халіфа, Доха (Катар) Глядачів: 0 Арбітр: Наваф Шукралла (Бахрейн) |

| 12 жовтня 2021 19:14 (UTC+9) |

| Японія                       | 2:1             | Австралія     |
| ---------------------------- | --------------- | ------------- |
| - Танака 8' - Бегич 85' (аг) | Протокол (ФІФА) | - Грустич 70' |

| Сайтама 2002, Сайтама Глядачів: 14,437 Арбітр: Абдулрахман Аль-Джассім (Катар) |

| 12 жовтня 2021 20:00 (UTC+4) |

| Оман                                                    | 3:1             | В'єтнам                |
| ------------------------------------------------------- | --------------- | ---------------------- |
| - Аль-Сабхі 45+1' - Аль-Халді 49' - Аль-Яхья 63' (пен.) | Протокол (ФІФА) | - Нгуєн Тьєнь Лінь 39' |

| Султан Кабус, Маскат Глядачів: 9,123 Арбітр: Адам Махадмех (Йорданія) |

| 12 жовтня 2021 20:00 (UTC+3) |

| Саудівська Аравія                       | 3:2             | КНР                         |
| --------------------------------------- | --------------- | --------------------------- |
| - Аль-Нажей 15', 38' - Аль-Бурайкан 72' | Протокол (ФІФА) | - Гонсалвеш 46' - Ву Сі 87' |

| Король Абдалла Спортс Сіті, Джидда Глядачів: 54,124 Арбітр: Ілгіз Танташев (Узбекистан) |

| 11 листопада 2021 20:10 (UTC+11) |

| Австралія | 0:0             | Саудівська Аравія |
| --------- | --------------- | ----------------- |
|           | Протокол (ФІФА) |                   |

| Вестерн Сідней Стедіум, Сідней Глядачів: 23,314 Арбітр: Ко Юн Джин (Південна Корея) |

| 11 листопада 2021 19:00 (UTC+7) |

| В'єтнам | 0:1             | Японія    |
| ------- | --------------- | --------- |
|         | Протокол (ФІФА) | - Іто 17' |

| Національний стадіон Мій Дінь, Ханой Глядачів: 11,022 Арбітр: Мохаммед Абдулла Хассан (ОАЕ) |

| 11 листопада 2021 19:00 (UTC+4) |

| КНР          | 1:1             | Оман            |
| ------------ | --------------- | --------------- |
| - Ву Лей 21' | Протокол (ФІФА) | - Аль-Харсі 75' |

| Шарджа, Шарджа (ОАЕ) Глядачів: 1,700 Арбітр: Сівакорн Пу-Удом (Таїланд) |

| 16 листопада 2021 19:00 (UTC+7) |

| В'єтнам | 0:1             | Саудівська Аравія |
| ------- | --------------- | ----------------- |
|         | Протокол (ФІФА) | - Аль-Шегрі 31'   |

| Національний стадіон Мій Дінь, Ханой Глядачів: 9,669 Арбітр: Ханна Хаттаб (Сирія) |

| 16 листопада 2021 19:00 (UTC+4) |

| КНР          | 1:1             | Австралія |
| ------------ | --------------- | --------- |
| - Ву Лей 71' | Протокол (ФІФА) | - Дюк 38' |

| Шарджа, Шарджа (ОАЕ) Глядачів: 1,050 Арбітр: Адам Махадмех (Йорданія) |

| 16 листопада 2021 20:00 (UTC+4) |

| Оман | 0:1             | Японія    |
| ---- | --------------- | --------- |
|      | Протокол (ФІФА) | - Іто 81' |

| Султан Кабус, Маскат Глядачів: 14,123 Арбітр: Ко Юн Джин (Південна Корея) |

| 27 січня 2022 19:10 (UTC+9) |

| Австралія                                              | 4:0             | В'єтнам |
| ------------------------------------------------------ | --------------- | ------- |
| - Макларен 30' - Рогич 45+2' - Гудвін 72' - Макгрі 76' | Протокол (ФІФА) |         |

| Прямокутний стадіон, Мельбурн Глядачів: 27,740 Арбітр: Ко Юн Джин (Південна Корея) |

| 27 січня 2022 19:00 (UTC+9) |

| Японія                       | 2:0             | КНР |
| ---------------------------- | --------------- | --- |
| - Осако 13' (пен.) - Іто 61' | Протокол (ФІФА) |     |

| Сайтама 2002, Сайтама Глядачів: 11,753 Арбітр: Абдулрахман Аль-Джассім (Катар) |

| 27 січня 2022 20:15 (UTC+3) |

| Саудівська Аравія  | 1:0             | Оман |
| ------------------ | --------------- | ---- |
| - Аль-Бурайкан 48' | Протокол (ФІФА) |      |

| Король Абдалла Спортс Сіті, Джидда Глядачів: 47,364 Арбітр: Наваф Шукралла (Бахрейн) |

| 1 лютого 2022 19:10 (UTC+9) |

| Японія                   | 2:0             | Саудівська Аравія |
| ------------------------ | --------------- | ----------------- |
| - Мінаміно 32' - Іто 50' | Протокол (ФІФА) |                   |

| Сайтама 2002, Сайтама Глядачів: 19,118 Арбітр: Ко Юн Джин (Південна Корея) |

| 1 лютого 2022 19:00 (UTC+7) |

| В'єтнам                                                  | 3:1             | КНР          |
| -------------------------------------------------------- | --------------- | ------------ |
| - Хо Тан Тай 9' - Нгуєн Тьєнь Лінь 16' - Фан Ван Дик 76' | Протокол (ФІФА) | Су Сін 90+7' |

| Національний стадіон Мій Дінь, Ханой Глядачів: 6,099 Арбітр: Наваф Шукралла (Бахрейн) |

| 1 лютого 2022 20:00 (UTC+4) |

| Оман                  | 2:2             | Австралія                       |
| --------------------- | --------------- | ------------------------------- |
| Фаваз 54', 89' (пен.) | Протокол (ФІФА) | - Макларен 15' (пен.) - Муй 79' |

| Султан Кабус, Маскат Глядачів: 0 Арбітр: Мохаммед Абдулла Хассан (ОАЕ) |

| 24 березня 2022 20:10 (UTC+11) |

| Австралія | 0:2             | Японія              |
| --------- | --------------- | ------------------- |
|           | Протокол (ФІФА) | - Мітома 89', 90+4' |

| Стадіон «Австралія», Сідней Глядачів: 41,852 Арбітр: Наваф Шукралла (Бахрейн) |

| 24 березня 2022 19:00 (UTC+7) |

| В'єтнам | 0:1             | Оман             |
| ------- | --------------- | ---------------- |
|         | Протокол (ФІФА) | - Аль-Хаджрі 65' |

| Національний стадіон Мій Дінь, Ханой Арбітр: Ханна Хаттаб (Сирія) |

| 24 березня 2022 19:00 (UTC+4) |

| КНР                      | 1:1             | Саудівська Аравія |
| ------------------------ | --------------- | ----------------- |
| - Чжу Ченьцзе 82' (пен.) | Протокол (ФІФА) | - Аль-Шегрі 45+1' |

| Шарджа, Шарджа (ОАЕ) Арбітр: Мохаммед Абдулла Хассан (ОАЕ) |

| 29 березня 2022 19:35 (UTC+9) |

| Японія       | 1:1             | В'єтнам                |
| ------------ | --------------- | ---------------------- |
| - Йосіда 55' | Протокол (ФІФА) | - Нгуєн Тьєнь Бінь 19' |

| Сайтама 2002, Сайтама |

| 29 березня 2022 20:00 (UTC+4) |

| Оман                           | 2:0             | КНР |
| ------------------------------ | --------------- | --- |
| - А. аль-Алаві 12' - Фаваз 74' | Протокол (ФІФА) |     |

| Султан Кабус, Маскат |

| 29 березня 2022 21:00 (UTC+3) |

| Саудівська Аравія        | 1:0             | Австралія |
| ------------------------ | --------------- | --------- |
| - Аль-Давсарі 65' (пен.) | Протокол (ФІФА) |           |

| Король Абдалла Спортс Сіті, Джидда |

## Позначки
1. ↑  Мало бути "4 кращих", але оскільки збірна Катару (які змагалися для кваліфікації до Кубку Азії 2023) посіли 1-е місце в своїй групі, але кваліфікувалися, як господарі ЧС, їх місце посіло 5-е серед кращих других місць.
2. ↑  Кваліфікувалися як господарі ЧС; змагалися в другому раунді заради кваліфікації до Кубку Азії 2023.
3. ↑  Матч Ліван-Сирія було зупинено на 78-й хвилині з рахунком 0:3 на користь Сирії через заворушення на трибунах. Невдовзі після зупинки арбітр дозволив дограти матч.